# Tarnów (powiat gorzowski)
Tarnów – wieś w Polsce położona w województwie lubuskim, w powiecie gorzowskim, w gminie Lubiszyn.
W latach 1975–1998 miejscowość administracyjnie należała do województwa gorzowskiego.

## Zabytki
Do wojewódzkiego rejestru zabytków wpisany jest:
- kościół ewangelicki, obecnie rzym.kat. fil. pw. św. Wojciecha, z 1870 .